# بنو گوتنبرگ
بنو گوتنبرگ (انگلیسی: Beno Gutenberg؛ ۴ ژوئن ۱۸۸۹ – ۲۵ ژانویهٔ ۱۹۶۰) یک دانشمند در زمینه لرزه‌شناسی اهل آلمان بود. 